# COROT
COROT（コロー衛星、仏: Convection, Rotation et Transits planétaires、英: Convection, Rotation and planetary Transits）は、フランス国立宇宙研究センター (CNES) が主導し、欧州宇宙機関 (ESA) やその他の国際協力機関との協力によって2006年に打ち上げた宇宙望遠鏡である。
COROT の主要な目的の2つは、短周期の太陽系外惑星、特に大型の地球型惑星を探査することと、太陽に似た恒星の振動を測定することで星震学を行うことである。
主要な功績として CoRoT-7b の発見が挙げられる。これは2009年に発見された系外惑星であり、岩石か金属が主成分と思われる系外惑星の初の発見例であった。
COROT は2006年12月27日14:28:00 (UTC) にカザフスタンのバイコヌール宇宙基地よりソユーズ 2.1bロケットで打ち上げられ、2007年1月18日にファーストライトを行った。科学観測は2007年2月2日に開始された。COROT はトランジット法での系外惑星の検出を主目的とした初めての宇宙機であり、後のケプラーやTESS、将来計画の PLATOへの道を切り開いた存在である。観測開始のわずか3ヶ月後の2007年5月には初の系外惑星 CoRoT-1b を発見した。
当初の計画ではミッション期間は打ち上げから2年半とされていたが、2013年にまで延長された。その後2012年末に観測運用をさらに2016年まで延長することが決定したが、同年11月2日に放射線によるコンピュータの故障により、望遠鏡からデータを取得することが不可能になった。修復が試みられたが失敗し、CNES は2013年6月24日に COROT を引退させる意向であることを発表した。その後2014年6月17日に最後のコマンドが送信され、運用を終了した。また機体が大気中で燃え尽きるように軌道の高度は下げられた。

## 目的
「対流と回転、及び、惑星の通過」を意味する名称のとおり、COROT は大きく分けて2つの目的をもった宇宙望遠鏡である。
COROT は恒星の輝度をモニターし、惑星が恒星の手前を通過することによる周期的なわずかな減光を探査する。全ての観測領域において、COROT は系外惑星探査を目的として可視等級が11から16等までの明るさの何千もの恒星の明るさを記録した。11等よりも明るい天体の場合は系外惑星用の CCD 検出器が飽和してしまうため、得られるデータは不正確なものになってしまう。一方で16等よりも暗い天体の場合は、惑星を検出するのに十分な量の光子を得ることが出来ない。COROT は、14等より明るい恒星を公転する地球の2倍以上の半径を持つ岩石惑星を検出できる感度がある。太陽系外惑星の発見手法として COROT の打ち上げ当時主流となっていたのは、惑星の公転に伴って中心星が揺れ動くことを検出するドップラー法であるが、惑星が小さく軽い場合にはこの方法で検出するのは困難である。よって、大気圏外からの精密な測光観測によって食を検出し、地球型惑星を検出することが COROT の目的のひとつである。また観測可能な全ての等級の範囲内において、新しい巨大ガス惑星を検出することができる。
COROT は星震学の研究にも用いられる。COROT は恒星の脈動に伴う光度の変化を検出することができる。この現象を測定することで、恒星の正確な質量、年齢、化学組成を計算することができ、太陽やその他の恒星との比較をする際に役立てることができる。これまでは太陽を対象とした日震学として進歩してきた分野であるが、同じ手法を太陽以外の一般の恒星にも応用し、恒星内部についてさらに普遍的な理解を得ることが目標である。星震学用の観測では、各視野に主要な観測対象星が1つと、最大で9個のその他の観測対象星があった。観測された対象の数は、データ処理ユニットが故障した後は半分になった。

## 設計

### 機体の設計
COROT の光学設計は地球からの迷光を抑えるように設計され、また視野は 2.7° × 3.05° である。COROT の光路は、地球で反射された太陽光を防ぐための二段階の不透明なバッフルに収納された 27 cm 口径の軸外のアフォーカル光学望遠鏡と、屈折対物レンズとフォーカルボックスからなるカメラで構成されている。フォーカルボックスの中には、放射線から保護するための厚さ 10 mm のアルミニウムで遮蔽された4つの CCD 検出器が並べられている。星震学用の CCD は、最も明るい恒星が飽和するのを避けるために屈折対物レンズに向かって 760 µm 焦点がずらしてある（デフォーカス）。惑星検出用の CCD の前にはプリズムが設置されており、青色の波長でより強く分散するように設計された小さなスペクトルを取得することができる。

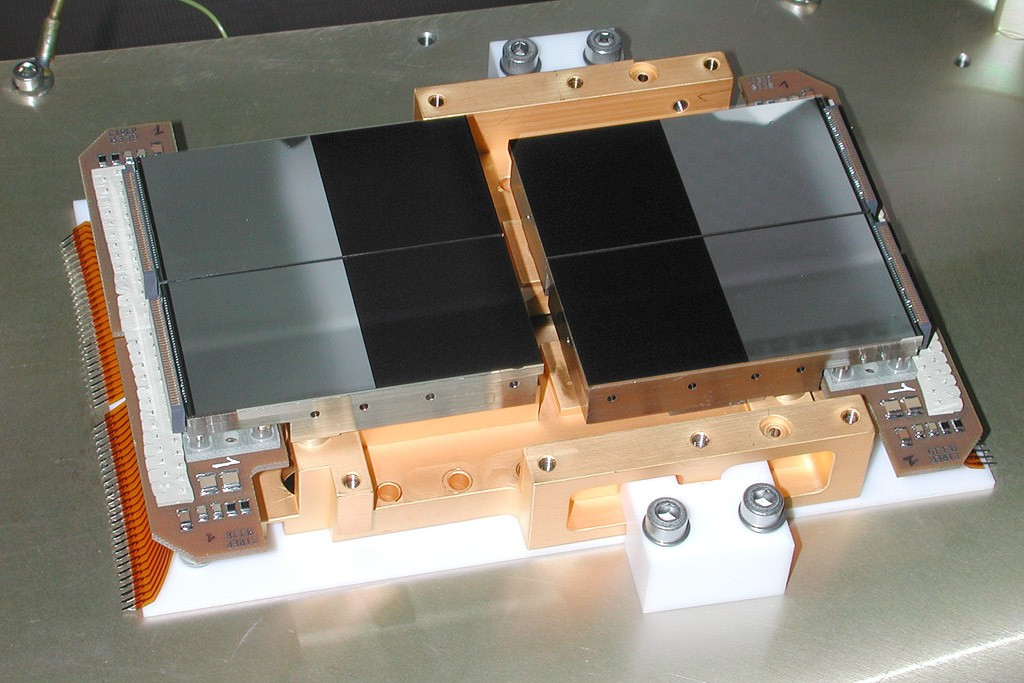
4つのフルフレーム転送 CCD がある COROT の焦点面。黒い部分は感光領域である。2つの CCD は系外惑星検出用、もう2つは星震学用である。

4つの CCD 検出器は E2V Technologies による model 4280 を使用している。これらの CCD は、2048 × 2048 ピクセルで、フレーム転送、薄型化、背面照射型の設計である。各ピクセルの大きさは 13.5 × 13.5 µm2 で、角サイズでは 2.32 秒角に相当する。CCD は -40℃ (233.2 K) に冷却される。これらの検出器は正方形状に配置され、そのうち2つが惑星検出用、もう2つが星震学用となっている。CCD からのデータ出力は2つのチェーンに接続されている。それぞれのチェーンは、1つの惑星検出用 CCD と1つの星震学用 CCD に繋がっている。惑星検出用の CCD の視野は 3.5° である。衛星の本体はカンヌ・マンドリュー宇宙センターで組み立てられ、打ち上げ時の重量は 630 kg、全長は 4.10 m、直径は 1.984 m であった。また2枚の太陽電池パネルによって電力が供給される。

### ミッションの設計
COROT はその軌道平面に対して垂直な方向の観測を行う。そのため地球による掩蔽が発生せず、連続して150日間の観測が可能となる。この長期間の連続観測は "Long Runs" と呼ばれ、小さく長周期の惑星を検出することが可能となる。2つの長期間観測時期の間の30日間で、COROT は "Short Runs" と呼ばれる数週間にわたる空の異なる領域の観測を行う。これは星震学のために大量の恒星を解析することを目的としている。2009年3月にデータ処理ユニットの1つが故障して視野の半分を失った後は、観測する恒星の個数と検出効率を最大化するために、3ヶ月間の観測へと観測戦略を変更した。
太陽が視野に入るのを防ぐため、北半球が夏の期間は銀河中心に向かってへび座の尾部の周辺領域、冬の間は銀河中心の反対方向であるいっかくじゅう座の領域を観測した。COROT による観測の中心となるこれら2つの領域は、COROT の打ち上げに先立つ1998年から2005年に前もって観測され、これらの領域にある恒星に関するデータを収めた COROTSKY と呼ばれるデータベースが作成された。これにより観測のための最も良い領域が選択できるようになった。系外惑星の探査プログラムでは大量の主系列星をモニターする必要があり、また惑星のトランジットが浅すぎて検出ができなくなるような巨星の観測は避ける必要がある。星震学のためには等級が9より明るい恒星を選ぶ必要があり、またできるだけ多くの恒星の種類をカバーする必要がある。さらに観測を最適化するためには、恒星が少なすぎて観測個数が増やせない領域や、逆に恒星が多すぎて位置が被ってしまうような領域は避ける必要がある。それぞれの観測期間は以下の通りである。
- IRa01 2007年1月18日 - 2007年4月3日 – 9,879個の恒星を観測
- SRc01 2007年4月3日 - 2007年5月9日 – 6,975個の恒星を観測
- LRc01 2007年5月9日 - 2007年10月15日 – 11,408個の恒星を観測
- LRa01 2007年10月15日 - 2008年3月3日 – 11,408個の恒星を観測
- SRa01 2008年3月3日 - 2008年3月31日 – 8,150個の恒星を観測
- LRc02 2008年3月31日 - 2008年9月8日 – 11,408個の恒星を観測
- SRc02 2008年9月8日 - 2008年10月6日 – 11,408個の恒星を観測
- SRa02 2008年10月6日 - 2008年11月12日 – 10,265個の恒星を観測
- LRa02 2008年11月12日 - 2009年3月30日 – 11,408個の恒星を観測
- LRc03 2009年3月30日 - 2009年7月2日 – 5,661個の恒星を観測
- LRc04 2009年7月2日 - 2009年9月30日 – 5,716個の恒星を観測
- LRa03 2009年9月30日 - 2010年3月1日 – 5,289個の恒星を観測
- SRa03 2010年3月1日 - 2010年4月2日
- LRc05 2010年4月2日 - 2010年7月5日
- LRc06 2010年7月5日 - 2010年9月27日
- LRa04 2010年9月27日 - 2010年12月16日
- LRa05 2010年12月16日 - 2011年4月5日
- LRc07 2011年4月5日 - 2011年6月30日
- SRc03 2011年6月30日 - 2011年7月5日 – CoRoT-9b のトランジットの再観測を目的
- LRc08 2011年7月6日 - 2011年9月30日
- SRa04 2011年9月30日 - 2011年11月28日
- SRa05 2011年11月29日 - 2012年1月9日
- LRa06 2012年1月10日 - 2012年3月29日 – CoRoT-7b の再観測が目的
- LRc09 2012年4月10日 - 2012年7月5日
- LRc10 2012年7月9日 - 2012年10月1日
- LRa07 2012年10月4日 - 2012年11月2日 – 故障のため最後のミッション

ソユーズ 2.1bが機体を高度 827 km の極軌道に投入した2006年12月27日からミッションが開始した。COROT は2007年1月17日から18日にかけてファーストライト画像を撮影した。最初の科学観測は2007年2月3日に始まった。当初、COROTの観測期間は2.5年間であったが、2009年に観測を4年間延長し少なくとも2013年まで運用することが決定した。
2012年末に観測運用をさらに2016年まで再延長することが決定したが、同年11月2日に放射線によるコンピュータ障害が起き、観測データの送信が出来なくなった。2009年3月に片系統が故障して予備系統を使っていたため、観測運用再開は困難だった。その後、復旧が試みられたものの成功せず、CNES はミッションを終了する方針であることを2013年6月に明らかにした。COROT はその後も技術的な実験データの取得を続けていたが、2014年6月17日に最後のコマンドが送信され、運用を終了した。
2013年3月までのミッションの費用は170万ユーロであり、そのうち 75% はフランス国立宇宙研究センターが、残りの 25% はオーストリア、ベルギー、ドイツ、スペイン、ブラジルと欧州宇宙機関が負担した。

## 開発
COROT の機体を製造する主な請負は CNES であり、それぞれの部品が機体を組み立てるために納入された。
データの収集と前処理用の電子機器を収納するための部分は、パリ天文台の LESIA Laboratory (Laboratoire d'études spatiales et d'instrumentation en astrophysique) によって制作され、完了までには60人年を要した。
設計と組み立ては、パリ天文台の LESIA、マルセイユの Laboratoire d'Astrophysique de Marseille、オルセーの Institut d'Astrophysique Spatiale (IAS)、ベルギー・リエージュの Centre spatial de Liège (CSL)、オーストリアの IWF、ドイツ・ベルリンの DLR、および ESA の研究科学サポート部によって行われた。30 cm アフォーカル望遠鏡 Corotel は、カンヌ・マンドリュー宇宙センター内のタレス・アレーニア・スペースによって完成させられた。

## データ
- 打ち上げ質量：630 kg
- 大きさ：高さ 4.2 m、幅 9 m。太陽電池パドル展開時の幅。
- 出力：530 W
- 通信容量：1.5 Gbit/day
- 内蔵メモリ：2 Gbit
- 指向精度：0.5秒角

## 主要観測装置
- 口径 27 cm 反射式望遠鏡
- 焦点距離：1.1 m
- F値：F3.6
- 視野角：2.8度
- 2つのカメラを搭載。

## 能力
ミッションが開始する前に COROT のチームは、COROT は地球の数倍以上の大きさを持つ惑星しか検出できないこと、またハビタブル惑星を検出するための特別な設計はされていないという点を注記していた。最初の成果を公表するプレスリリースによると、COROT の装置は予測されていたよりも高精度で運用されており、小さい恒星を短周期で公転する地球程度の大きさの惑星が検出できる可能性があるとされた。
トランジット法では少なくとも2回の惑星のトランジットを検出する必要があるため、検出される惑星は軌道周期が75日よりも短いものが大部分となる。トランジットが1回しか検出されていない惑星候補も発見されたが、このような惑星候補の実際の軌道周期に関しては不確実性が残っている。
太陽系から見て系外惑星が恒星をトランジットする位置関係になっている割合は低いため、COROT が観測した領域の中にある系外惑星のうちごく一部のみが検出されることになる。惑星が恒星をトランジットしている様子を観測できる可能性は、惑星の公転軌道の大きさに反比例するため、恒星から離れた軌道で公転する惑星よりも、近距離を公転する惑星のほうが検出されやすくなる。またトランジット法では大きな惑星を検出しやすいというバイアスがかかる。これは、地球型惑星による浅いトランジットよりも、巨大惑星の深いトランジットの方が検出しやすいためである。

## データ処理ユニットの故障
2009年3月8日に、COROT はデータ処理ユニット No.1 からの通信途絶に見舞われた。これにより、衛星の2つの光検出器チェーンの片方からの処理データが失われた。
データ処理ユニット No.1 はオフライン、No.2 は正常に動作している状態で、科学観測は4月上旬に再開された。光検出器チェーンの片方が失われたことで、星震学用と惑星検出用の CCD がそれぞれ1つずつ失われることとなった。これにより衛星の視野は 50% となったが、観測の精度には影響はなかった。データ処理ユニット No.1 の喪失は恒久的なものと思われ、最終的に復旧はしなかった。

## フォローアップ観測
トランジット惑星の発見率は、トランジットが惑星によるものであることを検証するために必要な、地上からの追跡観測（フォローアップ観測）の必要性によって決まる。
トランジット候補は COROT の全ての観測対象のおよそ 2.3% で検出されるものの、周期的なトランジットを検出するだけでは惑星の発見を主張するには不十分である。これは食連星や、観測対象星に非常に近く光が光度曲線に混じっている暗い恒星が起こす食などによってもトランジット状の現象が発生し、トランジット惑星と誤認させる可能性があるためである。
誤検出を取り除くための最初のスクリーニングは光度曲線において実行され、暗い恒星の二次食の兆候や、恒星の食であることを示唆するV字状の光度曲線が調査される。観測対象の恒星が明るい場合は、系外惑星検出用の CCD の前に設置されたプリズムによる3つの異なる色での測光データが得られ、連星の食の場合に典型的に見られる3つの色での異なるトランジット深さを示すものは惑星候補から除外される。これらの検証によって検出された候補のうち 83% を除外することができる。残りの 17% は、世界中の望遠鏡の観測網による測光と視線速度測定のフォローアップ観測によってスクリーニングされる。
観測対象星の近くにある食連星が光度曲線に混入している可能性を排除するための測光観測はいくつかの 1 m 級の望遠鏡で行われるが、カール・シュヴァルツシルト天文台の 2 m 望遠鏡や、ハワイの 3.6 m カナダ・フランス・ハワイ望遠鏡も用いられる。視線速度のフォローアップ観測では、連星系や多重星系である可能性を排除し、また十分な観測が行われた場合、発見された系外惑星の質量を測定することができる。視線速度観測には、オート＝プロヴァンス天文台の SOPHIE、ラ・シヤ天文台の HARPS、W・M・ケック天文台の HIRES といった高精度の分光器が用いられる。惑星によるトランジットであることが確立された場合、恒星のパラメータを正確に決定するために高分散分光観測が行われ、そこからさらに系外惑星の特徴を導出することができる。このような観測は、VLT の UVES や HIRES といった大口径の望遠鏡を用いて行われる。
興味深いトランジット惑星はスピッツァー宇宙望遠鏡を用いて赤外線でのさらなるフォローアップ観測が行われる場合がある。この観測では、異なる波長での独立した惑星の存在確認を行い、また惑星からの反射光を検出したり大気組成を検出したりできる可能性がある。例として、CoRoT-7b と CoRoT-9b はスピッツァー宇宙望遠鏡による観測が行われている。
COROT での各観測期間における惑星候補のフォローアップ観測の結果をまとめた論文が既に複数出版されている。例えば、IRa01、LRc01、LRa01、SRc01 での結果が出版済みである。
なお、観測対象星の特性によっては、惑星候補の性質やその質量を明確に決定することが出来ないこともある。例えば恒星が暗い場合、自転速度が速かったり恒星の活動が強い場合などである。

## COROTによる発見

### 星震学と恒星物理
恒星は、楽器が様々な音を出すのと同じように様々な異なる脈動モードで振動する。ギターの音を聞いた際にそれが楽器由来であることは疑いようもなく、さらに経験豊富な音楽家はその弦の材質や張力を推測することもできる。同様に、恒星の脈動モードは恒星の全球的な性質と内部の物理的条件の特徴を表している。したがってこれらの脈動モードを解析することで、恒星の化学組成、自転の分布、温度や密度といった内部の物理的性質を推測することができる。星震学は恒星の振動モードを研究する科学的手法である。これらのモードは、次数 l と方位角次数 m の球面調和関数によって数学的に表すことができる。いくつかの例が図に示されており、青色が収縮する物質、赤色が膨張する物質を表している。なお、脈動の振幅は大きく誇張して描かれている。
|  |  |  |  |

この手法を太陽に応用したものは日震学と呼ばれ、数十年に渡って研究が続けられている。太陽表面でのヘリウムの存在度は日震学によって初めて非常に正確に導出され、太陽の構造における微視的な拡散の重要性を明確に示すこととなった。日震学の解析では、太陽内部の自転の分布や対流層の正確な広がり、ヘリウム電離領域の場所なども明らかになっている。
技術的な課題は大きいものの、同じ解析を恒星に適用するのは魅力的な事であった。地上からの観測では、このような解析を行えるのはケンタウルス座α星やプロキオン、おとめ座β星といった太陽に近い恒星に限られていた。目標は最小で 1 ppm の極めて小さな光度変化を検出し、これらの輝度の変動に対応する周波数を抽出することである。これを精査することで恒星の典型的な周波数スペクトルを生成する。恒星の型や進化状態に応じて振動の周期は数分から数時間の間で変化する。このような現象を観測するためには、昼夜の変化に影響されない長い観測時間が必要となる。そのため宇宙空間からの観測は星震学を行う上で理想的な環境である。恒星の微小な変動性を明らかにし、ppm の水準で振動を測定することで、COROT はこれまでのどの地上観測では達成できなかった新しい恒星の描像を提供した。

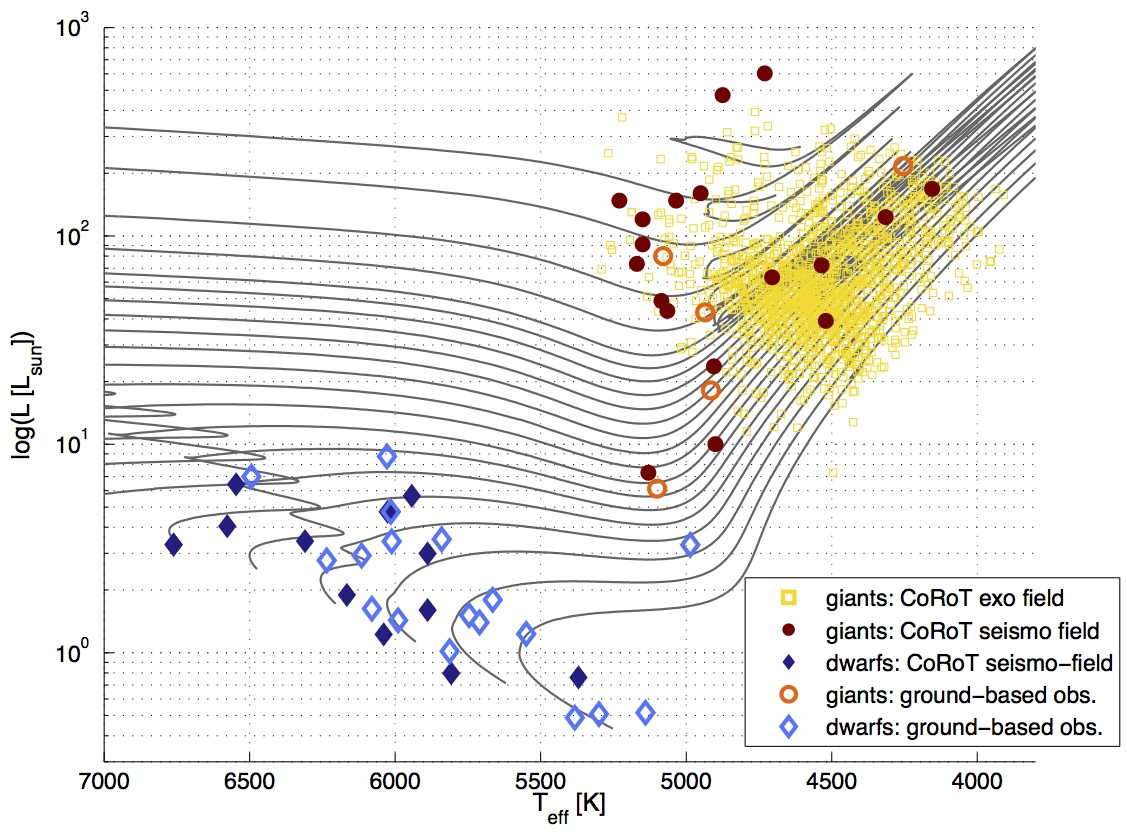
COROT で観測された主系列星と巨星。地上からの観測結果もいくつか含まれている。横軸は有効温度、縦軸は対数で表した恒星の光度であり、太陽の光度を 1 として規格化してある。黄色の四角が COROT の系外惑星探査領域で観測された巨星、紫の丸が星震学領域で観測された巨星、青の菱形が星震学領域での主系列星である。またオレンジの丸が地上観測での巨星、水色の菱形が地上観測での主系列星を示す。

ミッション開始時点では、4つの CCD のうち2つが明るい恒星 (見かけの等級が6から9) の星震学用の観測に充てられていた。星震学用の観測領域は sismo field と呼ばれており、残り2つの CCD を用いて系外惑星の探査を行うための観測領域は exo field と呼ばれていた。SN比が低いにもかかわらず、系外惑星探査用のデータからも恒星に関する興味深い情報が得られており、観測した全ての領域で数千の恒星の光度曲線が記録された。
主目的の星震学データの他に、恒星活動や自転周期、黒点の進化、恒星と惑星の相互作用、多重星系などのさらなる発見も行われた。
また、exo field でも星震学に関する豊富な発見が得られた。ミッションの最初の6年間で、COROT は sismo field で150個の明るい恒星を観測し、さらに exo field で150,000個を超える暗い恒星を観測した。図は、COROT で観測した恒星の多くを地上観測での結果と合わせてヘルツシュプルング・ラッセル図上に表したものである。
COROT の星震学観測での発見は、以下のように多岐にわたる。
- 太陽以外の恒星での太陽に似た振動の初検出[34]
- 赤色巨星での非動径振動[35]の初検出[36]
- 大質量星での太陽に似た振動の検出[37][38]
- たて座デルタ型変光星の数百もの周波数の発見[39]
- Be星のアウトバースト最中の周波数スペクトルの劇的な時間進化[40]
- Slowly pulsating B-type star (SPB) と呼ばれるゆっくりと脈動するB型星の重力モードでの一定周期からのずれの初検出[41]

2009年10月には学術雑誌のアストロノミー・アンド・アストロフィジックスで、COROT ミッションによる初期科学成果に関する特集号が組まれた。以下は、COROT によって得られた観測データに基づく恒星物理学への画期的な貢献の例である。

#### 主系列星での化学的に混合された領域の広がり
化学物質の混合が短時間で効率的に起きる対流核の上では、恒星進化の主系列段階の間にいくつかの層が部分的な混合や全体的な混合によって影響を受けることがある。しかし、この広がった混合領域やその混合効率を評価することは難しい。このさらなる物質の混合は、核燃焼段階の時間スケールを長くし、特に白色矮星として一生を終える星と最終的に超新星を起こす星の境界にあたる恒星の質量に影響を及ぼしうるため、非常に重要な結果をもたらす。また銀河の化学進化への影響も大きい。この対流核より上での混合を引き起こす物理的な理由は様々であり、内部の自転に誘起される混合や、対流セルが対流層と放射層の境界を超えて放射層に侵入することによる混合 (オーバーシュート)、あるいはその他のあまり知られていない過程で発生しうる。
1. 太陽類似星: 太陽に似た恒星 HD 49933（英語版） はこの混合問題の実例である[43]。この恒星の対流外層は太陽に似た振動を引き起こしている。この恒星の観測結果と、1.19太陽質量を仮定した理論モデルで追加の混合を考慮した場合と考慮していない場合のものを比較した結果、追加の混合を考慮していないモデルは明確に否定されることが分かっている。
2. 準巨星: このような追加の混合は、より進化した準巨星の構造にも影響を与える。これは核での水素核融合によってヘリウム核の質量が増大するからである。1.3太陽質量の準巨星 HD 49385 は COROT による詳細な観測の対象となり、決定的な結論は得られなかったものの、このような恒星をモデル化する上での新たな制約が得られている。
3. SPB 星: さらに重い、ゆっくりと脈動するB型星は、周波数スペクトルにおいて高次の重力モードが支配的となっている。これは、鉄族元素の電離によって不透明度が極大になる層ではたらくΚ機構によって励起されるモードである。このような恒星では、水素がヘリウムに変換される際に対流核が進行的に引き出されることによって残される変動する化学組成の領域、いわゆる μ-gradient 領域によって対流核が取り囲まれるようになる。この領域は薄く、鋭い遷移領域を持ち、重力モードの周波数スペクトルにおいて非常に微妙な特徴を誘起する。この場合、内部が一様だと仮定した恒星モデルに見られる一定の周期間隔の代わりに、鋭い遷移領域の影響を受けるモデルでは一定値からの周期的なずれが発生することが予想される。さらにこのずれの周期は鋭い遷移領域の正確な場所と直接関係している[44]。この現象は2つの混合型のB型星 (ケフェウス座ベータ型変光星と SPB モードを同時に示す恒星) で検出されている。一つは、モデルからはやや滑らかな分布での追加の混合が明らかに必要とされる恒星である HD 50230[41]、もう一つは HD 43317 である[45]。

#### 恒星表層の構造
1. 恒星エンベロープでの遷移層: 低質量星や赤色巨星でのヘリウム電離領域や対流層の下端などの遷移層も周波数スペクトルに影響を与える。これらの不連続性がない構造の場合、高次の音響モードは周波数の分布においていくつかの規則性に従う (大きな周波数の間隔や二次の差など)。遷移領域はこれらの規則性に対して周期的なずれを引き起こし、このずれの周期は遷移領域の正確な位置と直接関係している。このずれの存在は理論的に予測されており、太陽で初めて観測された[46]。COROT による観測によって、太陽に類似した恒星 HD 49933（英語版） や[47]、赤色巨星の HD 181907 でも検出されている[48]。どちらの恒星でも、ヘリウム電離領域の位置は正確に導出されている。
2. 太陽類似の振動スペクトルの振幅と線幅: COROT ミッションの主要な成功のひとつは、太陽よりもわずかに高温な恒星での太陽に似た振動の検出である[34]。過去に太陽に対して行われたように、恒星の周波数スペクトルにおける振幅と線幅の測定は、乱流対流による音響モードの確率的な励起のモデル化において新しい制約をもたらした。HD 49933[49] の周波数スペクトルは、Samadi らによって開発された確率的励起モデルとの問題に直面していた[50][51]。高周波数領域を除くと、太陽よりも10倍低い金属量を仮定した場合に観測とモデルがよく一致した。一方で太陽と同じ金属量の場合、低周波数領域では振幅が2倍異なる値となる。
3. 粒状斑: HD 49933 の周波数スペクトル中には粒状斑の存在が検出されている。解析は太陽と同じ金属量と10分の1の金属量を仮定した三次元流体力学モデル大気の計算を用いて行われている[52]。この場合もやはり金属量が低いモデルが観測と近いように思われるが、大きな不一致は依然として残されている。

#### 赤色巨星と銀河系の化学進化
核での水素を核融合で使い果たした後、恒星の全体の構造は劇的に変化する。水素の核融合はヘリウムの核を取り囲む薄い殻状の領域で発生するようになる (水素殻燃焼)。ヘリウムコアは急速に収縮して温度が上昇する一方で、水素燃焼殻よりも外側は膨張し温度は低下する。こうして恒星は半径と光度が時間とともに増加する赤色巨星になる。これらの恒星はヘルツシュプルング・ラッセル図 (HR 図) 上では赤色巨星分枝 (red giant branch, RGB) と呼ばれる場所に位置し、一般に RGB 星と呼ばれる。中心部の温度が 108 K を超えると、核のヘリウムが核融合を開始する。太陽の2倍よりも軽い質量を持つ恒星の場合、この燃焼は縮退した物質の中で発生し、ヘリウムフラッシュという形で進行する。ヘリウムフラッシュ後の構造の再構成によって、赤色巨星は HR 図上でレッドクランプと呼ばれる位置に移動する。

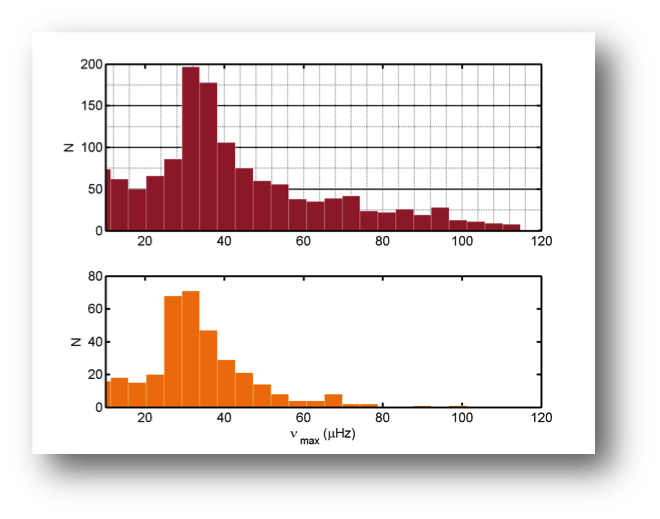
モデルをもとに生成された赤色巨星の分布のヒストグラム (上図、赤) と、COROT で観測した赤色巨星の分布のヒストグラム (下図、オレンジ)。Andrea Miglio とその共同研究者より。

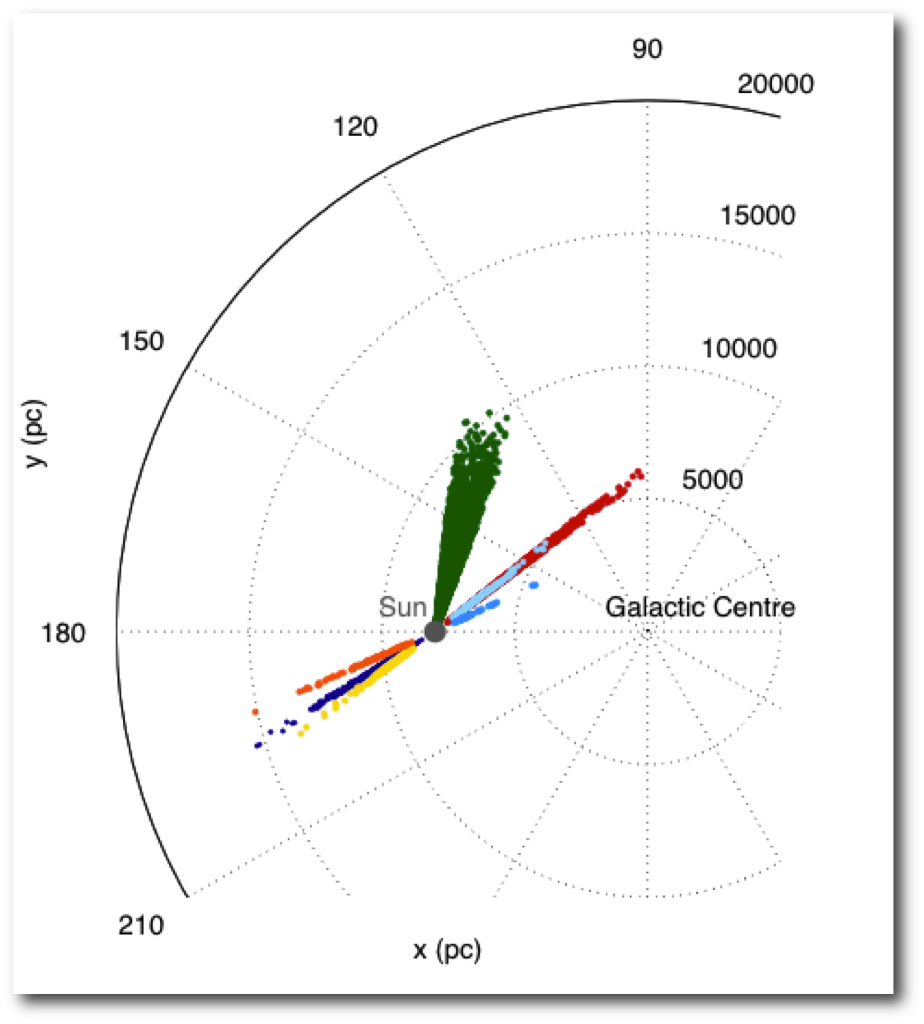
COROT で観測された赤色巨星の星震学データによる銀河系の三次元マップ。Andrea Miglio とその共同研究者より。

RGB もレッドクランプも、太陽のような振動を励起することができる広がった対流エンベロープを持つ。COROT の主要な成果は、exo field において数千もの赤色巨星の動径方向の振動と長寿命の非動径振動を発見したことである。それぞれについて、周波数スペクトルにおける最大のエネルギーを持つ周波数 {\displaystyle \nu _{\rm {max}}} と連続モードの間の大きな周波数の間隔 {\displaystyle \Delta \nu } が測定された。
1. 銀河系内の赤色巨星ポピュレーション: 星震学の特徴を有効温度の推定と共に導入することで、これらの特徴を恒星の全球的な特徴と結びつけるスケーリング則によって、重力、質量と半径を推定することができ、これらの数千個の赤色巨星の光度と距離をすぐに導出することができる[55]。得られたデータからヒストグラムを描くことができ、COROT の観測から作成されたヒストグラムを我々の銀河系での赤色巨星の理論的な種族合成から得られたヒストグラムと比較することで、全く予想外だった結果が得られた。理論的な種族合成は、銀河系の時間進化に伴って恒星が生成するのを記述するための様々な仮説を採用した上で、恒星進化モデルから計算されたものである[56]。Andrea Miglio とその共同研究者らは、図のヒストグラムで見られるように、お互いに同じ形状のグラフを示していることに気付いた[57]。さらに、これらの数千個の恒星の距離に関する情報を銀河座標に加えることで、我々の銀河系の三次元マップを描いた。三次元マップでは COROT の異なる観測時期に観測された天体を異なる色で示してある。またケプラーを用いた観測での同様の情報は図中に緑で描かれている。
2. 銀河系内の年齢-金属量の関係性: 赤色巨星の年齢は直前の主系列段階の寿命と密接に関連しており、恒星の質量と金属量によって決まる。赤色巨星の質量を知ることは、その年齢を知ることと同じである。金属量が分かっている場合、15% を超えない不確かさで年齢を推定することができる。銀河系内の 100,000 個の赤色巨星の金属量を測定することを目標とする APOGEE (Apache Point Observatory Galactic Evolution Environment) などの観測ミッションは、星震学で得られたデータを活用することができる。星震学の研究から、銀河系の構造と化学進化についての知見を得ることができる[58]。
3. 核での水素およびヘリウム燃焼の時期の振動の特徴と混合領域の広がり: COROT[59] やケプラー[60]による赤色巨星の周波数スペクトルのさらなる詳細な解析を行うことで、新しい発見がもたらされた。恒星の振動に見られるわずかで微妙な違いから、似たような光度を持っているレッドクランプと赤色巨星分枝を区別することが可能となる。これは赤色巨星の詳細なモデル化によって現在では理論的に確認されている[61]。重力が支配的な振動モードの周期間隔は特に意味があると考えられている。多数の赤色巨星での振動の検出によって、核で水素核融合が起きている段階での対流核の外側領域における混合領域の広がりだけではなく、核でヘリウム核融合が起きている段階での混合領域の広がりについての情報も得られた。どちらの混合過程も、先験的には無関係である[62]。

#### 大質量星
大質量の主系列星は、その周波数スペクトルはΚ機構によって励起される音響モードが優勢である。これは鉄族元素が部分的に電離して不透明度が極大になる層で働くメカニズムである。さらに、これらの恒星の最も進化したものは混合した振動モード、すなわち深い層でのgモード振動と外層でのpモード振動を示す。水素燃焼は、ヘリウムまたは鉄族元素の部分電離と関連した小さな対流層を除くと、様々な化学組成の領域と放射が支配的な外層に囲まれた対流核で発生する。
質量が小さい恒星での場合と同様に、対流核の直上にある完全に混合された領域、あるいは部分的に混合された領域の広がりは、理論モデルの構築に影響を与える主要な不確実性のひとつである。
1. ケフェウス座ベータ型変光星: ケフェウス座ベータ型変光星の星震学解析は、このさらなる混合領域の広がりを1対1で対応付けるのは自明ではないということを示している[63]。へびつかい座θ星をモデル化する際にはいくぶんか大きな広がりの混合領域を考慮する必要があるが[64]、HD 129929[65][66] やおおいぬ座β星[67]、くじら座δ星（英語版）[68]、とかげ座12番星[69][70]の場合は混合領域は小さいと考えられている。さらに、HD 180642[71] やエリダヌス座ν星（英語版）[72][73]では混合領域は存在していない可能性もある。この混合領域の広がりと、恒星の自転速度や磁場との関連性を明らかにすることは興味深い問題である。へびつかい座V2052星の星震学の解析では、この恒星は高速で自転しており、そのため広い混合領域の存在が予想されるにもかかわらず、理論モデルでは混合領域は存在しない可能性があるとされている[74]。この恒星の磁場が検出されていることは、混合領域が存在しないことの理由である可能性がある。
2. Be星: 晩期Be星である HD 181231 と HD 175869 は非常に高速で自転する恒星であり、太陽の自転速度より20倍も速い。これらの天体の星震学の解析からは、対流のみの場合に予想されるよりも、およそ 20% 大きい中心部の混合領域が必要となると考えられている[75]。また、別のBe星 HD 49330 の観測では驚くべき結果がもたらされた。この種類の恒星では星周円盤に向かった物質のアウトバーストがよく発生するが、COROT による観測ではこの最中に周波数スペクトルが大きく変化することが判明した。はじめは周波数スペクトルは音響モードが支配的であったが、アウトバーストと一致する振幅を持つ重力モードがスペクトル中に出現した[40]。このような励起モードの性質と動的な現象の関連性は、Be星の内部構造を調査する上で重要な情報となっている。
3. O型星: COROT ではO型星の観測も行われている。それらのうち、NGC 2264 の一員である HD 46150と HD 46223、およびOBアソシエーション Mon OB2 の一員である HD 46966 は脈動を起こしていないように思われ、これは似たパラメータを仮定した恒星の理論モデルとは一致しない[76]。対照的に、プラスケット星 (HD 47129) の周波数スペクトルは理論モデルから予測される周波数領域に6つの共振を伴ったピークを示すことが分かっている[77]。

その他の COROT による予想外の発見としては、大質量星における太陽に似た振動の発見がある。200000 K 程度での鉄族元素の電離に伴う不透明度の極大と関連した小さい対流殻が、太陽で観測されているのと似た音響モードの確率的な励起の原因となっていると考えられている。

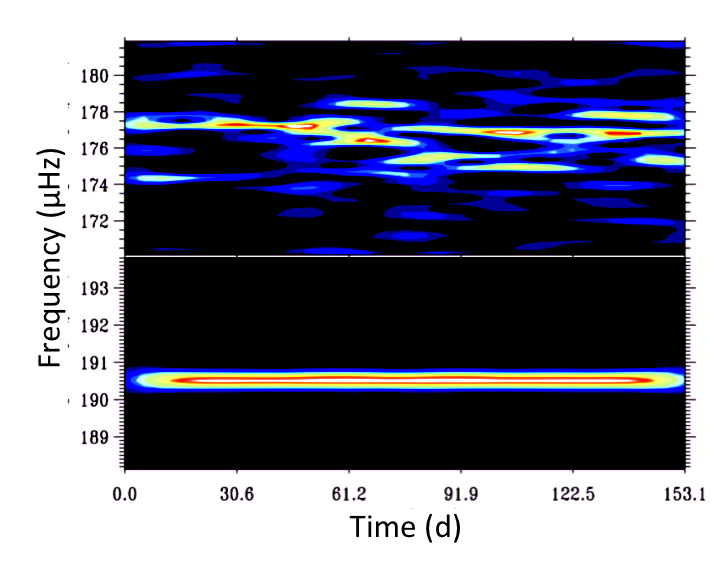
周波数スペクトルの時間変化を示した図。横軸が時間、縦軸が周波数で、上が太陽類似のモード、下がケフェウス座ベータ型変光星のモード。

1. わし座V1449星 (HD 180642): COROT の観測対象のひとつであるこの恒星はケフェウス座ベータ型変光星であり、周波数スペクトルは高周波数で、非常に小さい振幅の音響モードを示すことが明らかになっている。注意深い解析により、鉄の不透明度が極大になる対流領域や、もしくは対流核に起源を持つ乱流泡によって太陽に似た振動が励起されていることが示された[37]。鉄の不透明度が極大になる領域で発生するκメカニズムによって励起された脈動が、全く同じ領域で確率的に励起された脈動と併存しているのが発見されたのはこれが初めてであり、大きな発見であった。2つが共存しているという性質から、この脈動の発見者の一人である Kevin Belkacem はわし座V1449星に対してキマイラに因み Chimera と名付けた。図はわし座V1449星の周波数スペクトルの2つのモードを示したものであり、横軸は時間、縦軸は周波数である。上の図が太陽に類似した振動モード、下の図がケフェウス座ベータ型変光星に見られるものと同じ振動モードである。太陽類似の振動モードの確率的な性質は、時間が経つに連れてある周波数が不安定性を示し、周波数の数 µHz の拡散が見られるという点に現れている。ケフェウス座ベータ型変光星に見られる、狭い周波数領域で安定に持続する下図のモードとの違いは明らかである。
2. HD 46149: 太陽に類似した振動は、後に連星系にあるより大質量の0型星 HD 46149 においても発見されている[38]。連星を成していることから得られるこの恒星への制約と、星震学から得られる制約を合わせることで、この連星系の軌道要素や、連星をなす恒星の全体的な性質を決定することが出来た。

#### 散開星団 NGC 2264
2008年3月に行われた23日間にわたる観測で、COROT は若い散開星団 NGC 2264 にある 636 個の天体を観測した。クリスマスツリー星団と呼ばれるこの星団はいっかくじゅう座の領域にあり、およそ 1,800 光年と比較的近距離にある。この星団の年齢は300万〜800万年と推定されている。若い星団であるため、星形成や初期の恒星進化に関連した様々な科学的疑問点を調査するには理想的な観測対象である。COROT の観測データにより、この星団での新しく形成された恒星とその周囲の物質の相互作用、星団の一員の自転や活動とその分布、星震学を用いた若い恒星の内部構造、惑星や恒星の食に関する研究が可能となった。
若い恒星はそれらを形成する元となった濃い分子雲の奥深くに位置しているため、恒星の誕生やその後の若い段階は可視光線ではほとんど観測することができない。赤外線やX線の観測では分子雲の奥を見通すことができるため、恒星進化における最初期の段階の情報を得ることができる。そのため、2011年12月と2012年1月の COROT の観測は、4つの宇宙望遠鏡といくつかの地上望遠鏡が参加した大きな国際観測キャンペーンの一環として行われた。全ての機器を用い、若い星団 NGC 2264 にあるおよそ 4,000 個の恒星が異なる波長でおよそ1ヶ月にわたって同時に観測された。カナダの人工衛星 MOST は星団内の最も明るい恒星を可視光で観測し、COROT はより暗い恒星を観測した。MOST と COROT はこの星団を 39 日間にわたって継続的に観測した。NASA のスピッツァー宇宙望遠鏡とチャンドラは、同じ恒星を赤外線とX線で、それぞれ30日と300キロ秒ずつ測定した。地上望遠鏡での観測も同時に行われ、チリにあるヨーロッパ南天天文台のVLT、ハワイのカナダ・フランス・ハワイ望遠鏡、テキサス州のマクドナルド天文台、スペインのカラーアルト天文台などで観測が行われた。
COROT の観測では、脈動する多数の前主系列星のたて座デルタ型変光星の発見や、前主系列星におけるかじき座ガンマ型変光星の存在の確認が行われた。また両方の変光タイプが混合した脈動を起こしている天体も発見された。また、この恒星の集団の中では最初に発見され、よく知られた前主系列段階の脈動星である、いっかくじゅう座V588星やいっかくじゅう座V589星も観測された。COROT で得られた高精度の光度曲線の情報からは、前主系列星における粒状斑の重要な役割も明らかになった。
COROT のデータを元にしたおうし座T型星とそれらの周囲に有る物質との相互作用の研究からは、新しい天体の分類であるおうし座AA型星の存在が明らかになった。COROT による観測以前は、おうし座T型星は恒星表面の黒点によって引き起こされる正弦波状の光度変化と、若い恒星を取り囲むガスと塵の円盤によって引き起こされる完全に不規則な変動を示すことが知られていた。おうし座AA型星の天体は振幅と幅が異なる周期的な減光を起こすため、半規則型変光星にあたる。COROT の観測によって、この新しい型の変光星の存在が確立した。また、可視光での変光と赤外線やX線での変光との比較からも、恒星進化の最初期における様々な知見が得られている。

#### 連星系
COROT は、非動径振動を起こす恒星を持った連星系も多数観測している。これらのうち、かじき座ガンマ型変光星を持つ食連星も一連の観測で発見されている。食連星の観測は、全体的なパラメータを直ちに導出することができ、それによって恒星の振動への制約に加えて非常に重要な情報を得ることができるため、恒星の理論的なモデル化において重要な役割を果たす。
1. いっかくじゅう座AU星: この連星系は、G型の伴星と相互作用をしているBe星の主星からなる半分離型連星である。COROT による観測で、この連星系の非常に高精度な光度曲線が得られた。この観測から連星系の大域的なパラメータの推定値が改善され、軌道運動の天体暦が更新され、さらに長周期の変動の存在も明らかになった。この長周期の変動は、恒星の周囲に存在するダストによる光の周期的な減衰によるものだと考えられている[85]。

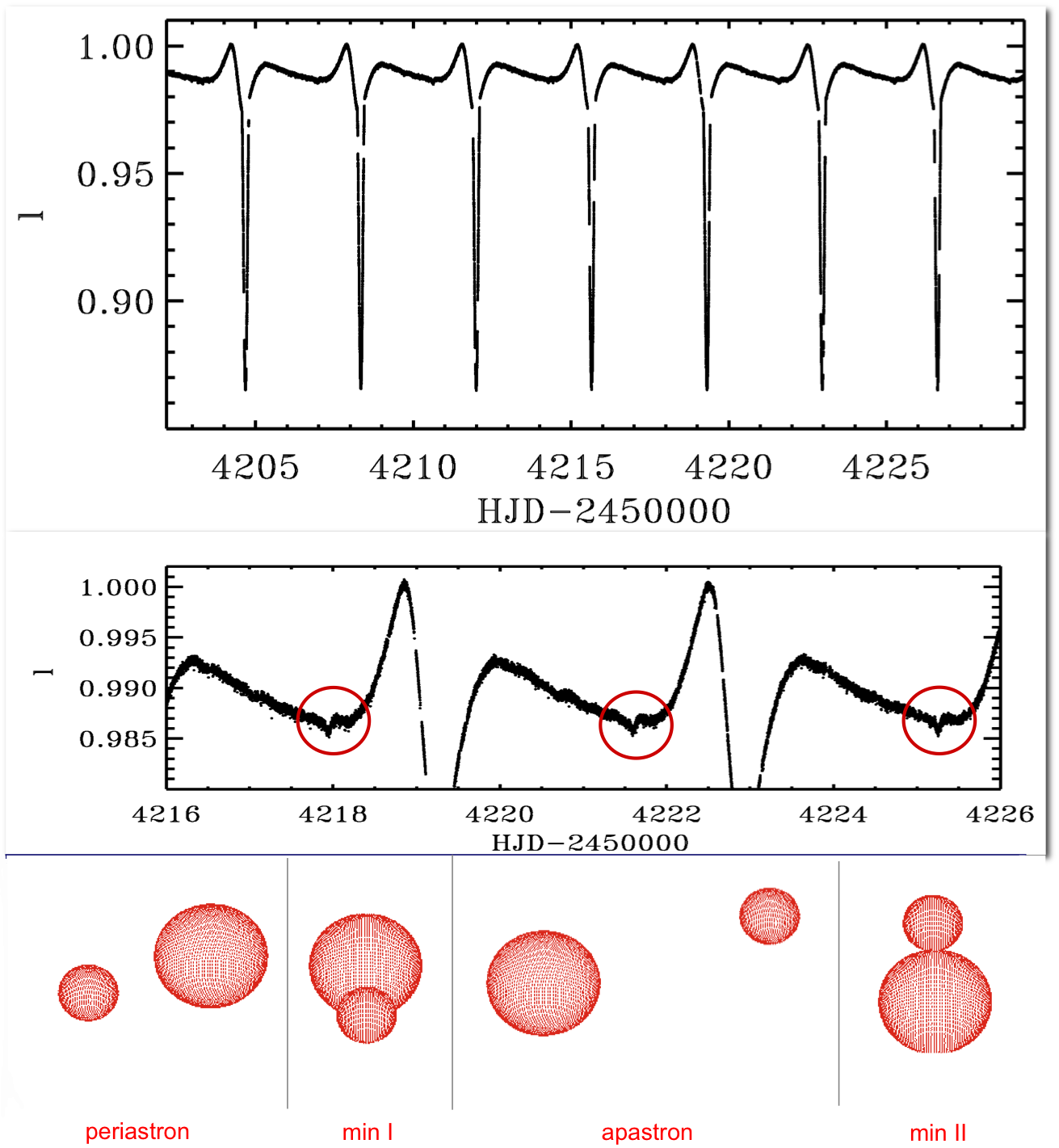
HD 174884 の光度曲線。上の図が全体的な光度曲線を示している。2番目の図は微小な二次的な極小が発生している部分を拡大したものである。この減光の深さは 1% である。一番下の図は、異なる軌道位相における連星系の天球への投影図を示している。

1. HD 174884: HD 174884 は2つのB型星からなる短周期の連星系であり、連星の軌道離心率は e = 0.29 と大きい。この系では、潮汐的に誘起されている脈動が検出されている[86]。図の一番上のグラフは、この連星系の全体の光度曲線である。2番目のグラフは、深さが 1% の小さい二次食が発生している場所の拡大図である。この連星系にある2つの恒星は、同程度の質量や大きさ、温度を持っている。連星が円軌道だった場合、食の深さは同じになるはずである。しかし軌道の離心率が大きく、連星の軌道面が地球から見て傾いて見える位置関係にあるため、二次食は主要な食が発生する時よりも遠方で発生することになる。一番下のイラストは、異なる軌道位相における、連星系の位置関係を天球上に投影したものである。
2. CoRoT 102918586 (CoRoT Sol 1): 比較的明るい食連星の CoRoT 102918586 は二重線分光連星 (double-lined spectroscopic binary) である[83]。COROT によるこの連星系の観測では、かじき座ガンマ型の脈動の存在を明確に示す結果が得られている。COROT による測光観測に加えてフォローアップの分光観測も行われ、視線速度の変動、連星中の恒星の有効温度、金属量、視線方向に射影した自転速度が測定された。食連星の光度曲線の解析と分光観測の結果をあわせた結果、この連星系の物理パラメータを 1-2% の精度で決定することができ、さらに進化モデルと比較することで年齢への制限も与えられた。食連星の理論モデルからの光度変化を差し引いた残差から、恒星の脈動の特性が調べられた。その結果、主星はかじき座ガンマ型変光星に典型的な周波数での脈動をしており、周期間隔は次数が {\displaystyle l=1} の高次のgモードの脈動と一致するものであった[83][84]。
3. HR 6902: HR 6902（英語版） はぎょしゃ座ζ型変光星であり、赤色巨星とB型星からなる連星である。COROT によって2回の観測期間で観測され、明るい方の天体が隠される食だけではなく、明るい天体が暗い方を隠す二次食も検出された。この連星系は、赤色巨星の内部構造に新しい制約を与えるという目標の元で研究されている天体である。
4. 低質量連星: COROT で観測された連星の中には、低質量の伴星を持つものもある。例えば、主星が1.5太陽質量の主系列星、伴星が0.23太陽質量の晩期M型星からなる連星が観測されている。
5. 連星でのビーミング効果: COROT で観測された連星系には、食による光度の変化以外にも、相対論的ビーミング（英語版）によるものと解釈される変動が検出されているものもある。この効果は光源が観測者から見て接近していたり遠ざかったりする際の明るさの変動によって引き起こされるものであり、変動の振幅は光源の視線速度を光速で割った値に比例する[87]。そのため、軌道運動する恒星の速度の周期的な変化は、光度曲線中に周期的なビーミングによる変動を生み出すことになる。この効果を検出することで、食や通過が共に検出されていなくても、その系が連星であることを確認できる。ビーミング効果の主な利点のひとつは、光度曲線から直接視線速度を決定できる可能性があるという点である。つまり、視線速度を決定するのに分光観測は不要な点である。一方、この方法で視線速度を得るためには、連星の主星と伴星の光度に大きな差がある必要があり、単独の視線速度の変動曲線は、単線分光連星で得られるようなものしか得ることができない。連星系での食以外での変動は、BEER アルゴリズム (Beaming, Ellipsoidal, Reflection) によってモデル化されている[88]。またこのモデルは太陽系外惑星の検出や特徴付けにも応用されている[88]。

### 太陽系外惑星

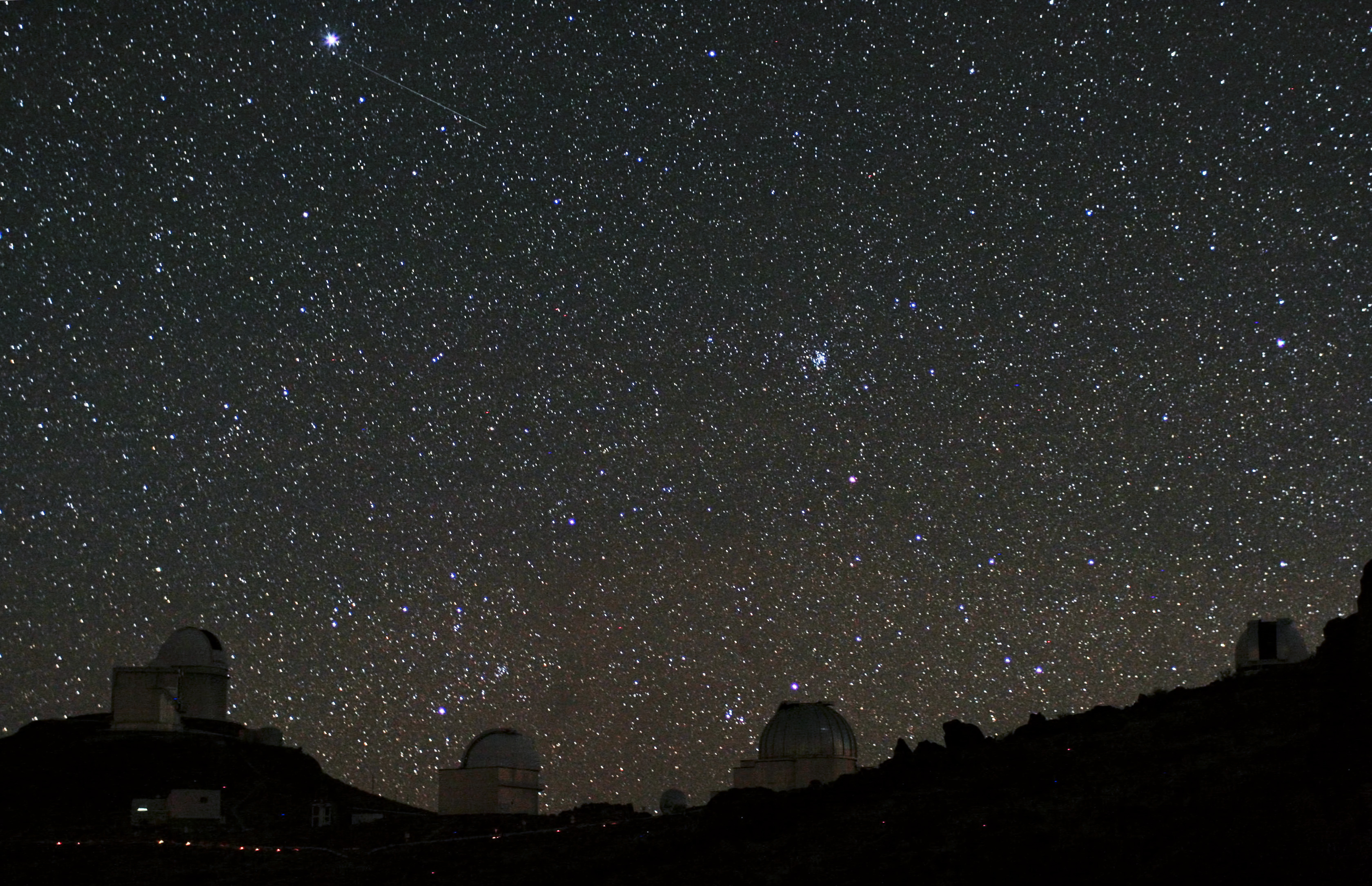
ラ・シヤ天文台にある系外惑星検出用の2つの望遠鏡

COROT は太陽系外惑星を発見するためにトランジット法を使用する。惑星などの天体が恒星と観測者の間を通過し、恒星からの光の一部が遮られる現象が通過（トランジット）である。
この現象は、光の流束の非常に小さい変化を検出できる感度を持つ CCD によって検出可能となる。COROT は10,000万分の1の明るさの変化を検出する能力を持っている。そのため科学者たちは、地球の2倍程度の大きさを持つ、スーパー・アースと呼ばれる種類の惑星を発見できるだろうと見込んでいた。後に地球の1.7倍の大きさを持つ CoRoT-7b が検出され、この予測が正しかったことが証明された。
COROT は32秒ごとに32秒間の露光を行うが、データ量が大きすぎるため地球には全ての画像は送信されない。衛星に搭載されたコンピューターによってデータ処理が行われる。COROT の系外惑星チームによって事前に選定された視野中の対象星は特定のマスクによって記述された特定数のピクセルによって定義され、そのマスク内の全てのピクセルのデータが合計され、さらに複数回の露光で得られたデータも合計される（通常は16回分で、合計の積分時間はおよそ8分<512秒>になる）。その後、処理されたデータが地上へと送信される。ただし特に興味深い対象だと考えられる恒星については、各露光で得られたデータは32秒ごとに送信される。このような、32秒もしくは512秒のデータサンプリングは、1時間弱から数時間程度継続する惑星のトランジットを検出するのに非常に適している。
この手法の特徴は、観測対象に本格的な系外惑星候補が存在するとみなすまでに、2つの等しい時間間隔を持った3回の連続するトランジットの検出が必要とされるという点である。ある軌道周期 {\displaystyle T} を持つ惑星は、3回のトランジットが検出されるためには少なくとも {\displaystyle 2T}〜{\displaystyle 3T} の時間間隔で観測される必要がある。惑星の軌道長半径 {\displaystyle a} と恒星の質量 {\displaystyle M_{\rm {star}}} は、軌道長半径の単位を天文単位、恒星の質量の単位を太陽質量、軌道周期の単位を年とした場合、{\displaystyle a^{3}=T^{2}M_{\rm {star}}} で表される。このことから、例えば観測期間が1年未満の場合、検出可能な惑星の軌道は地球の軌道よりも著しく小さいものになることが示唆される。そのため COROT による観測では、各観測領域における最大の観測継続時間が6ヶ月であることから、検出可能な系外惑星の軌道長半径は 0.3 au よりも小さい（太陽と水星の距離よりも短い）ものになる。そのため、いわゆるハビタブル惑星は検出できない。NASA が打ち上げたケプラーは同じ領域を何年にも渡って観測するため、恒星から離れた距離にある地球サイズの惑星を検出する能力がある。
COROT によって発見された系外惑星の数はあまり多くはないが（6年間の運用中に32個を発見）、これは惑星の存在を確定させるためには必ず地上望遠鏡による確認が必要であることが要因である。実際に、大部分のケースでは、数回のトランジットの検出だけでは惑星の検出とはみなされず、一方がもう片方をかすめるように掩蔽する食連星によるトランジット状のシグナルである場合や、COROT の対象星に非常に近い位置に連星があるためトランジットの効果が薄められている場合である可能性がある。どちらの場合も、惑星が恒星の手前を通過することによる減光と同じくらいの小さな減光を引き起こす。これらの可能性を排除するため、地上望遠鏡を用いた分光観測による視線速度の測定と、CCD カメラでの撮像観測を行う。前者では連星系の質量を直ちに検出することができ、後者では観測対象星の近くにトランジット状のシグナルを発生させうる連星を同定することができる。明るさの相対的な低下は、COROT による測定する範囲を定義した特定のマスク内の全ての光を合計したものよりも大きくなる。その結果として COROT の系外惑星科学チームは、確認され完全に特徴付けられた惑星のみを公表し、単なる系外惑星候補のリストは公開されていない。この戦略は、系外惑星候補のリストが定期的に更新され一般公開されているケプラーミッションのものとは異なる。

#### 惑星発見の年表
COROT による系外惑星の初めての発見報告は2007年に行われた。この時に発見されたのは、ホット・ジュピター CoRoT-1b と CoRoT-2b である。星震学の研究結果も同じ年に公表された。
2008年5月には、ESA によって木星サイズの新しい系外惑星 CoRoT-4b と CoRoT-5b の発見が報告され、また未知の重い天体 CoRoT-3b の発見も合わせて報告された。
2009年2月、初めての COROT のシンポジウムの最中に、スーパー・アース CoRoT-7b の発見が公表された。この惑星の半径は1.58地球半径であり、大きさが測定された系外惑星としては当時最小のものであった。また、同じ惑星系におけるトランジットしていない惑星 CoRoT-7c と、新しいホットジュピター CoRoT-6b の発見もシンポジウムで公表された。
2010年3月には CoRoT-9b の発見が公表された。この惑星は軌道周期が 95.3 日と長く、軌道は水星のものと類似している。
2010年6月、COROT のチームは6つの新しい惑星 CoRoT-8b、CoRoT-10b、CoRoT-11b、CoRoT-12b、CoRoT-13b、CoRoT-14b と、褐色矮星 CoRoT-15b の発見を公表した。これらの惑星は CoRoT-8b を除いて木星サイズであり、CoRoT-8b は土星と海王星の中間程度のサイズである。またトランジットを起こしていない惑星 HD 46375 b の、可視光での反射光が暫定的に検出された。
2011年6月、2回目の COROT シンポジウムの最中に、10個の新しい系外惑星の発見が報告された。発見されたのは、CoRoT-16b、CoRoT-17b、CoRoT-18b、CoRoT-19b、CoRoT-20b、CoRoT-21b、CoRoT-22b、CoRoT-23b、CoRoT-24b、CoRoT-24c である。
2011年11月時点では、未確認の系外惑星候補は600個が報告されていた。2019年1月時点では、系外惑星の発見個数は31個（褐色矮星を含めると37個）、依然として未確認の惑星候補は557個となっている。

#### 主要な成果
COROT による系外惑星探査では、多くの重要な成果が得られている。
- CoRoT-1b: COROT が初めて検出したこの惑星はホットジュピターである。その後のさらなる解析で、この惑星は可視光で二次食が検出された初めての系外惑星となった[99]。これは COROT の観測によって得られた高精度の光度曲線によって可能となった検出である。
- CoRoT-3b: この天体は木星質量の22倍の質量を持ち、褐色矮星と惑星の中間的な性質を持っているようだとみられている。発見の3年後に太陽系外惑星エンサイクロペディアの所有者によって提案された惑星の定義では25木星質量より軽いものを惑星としており、CoRoT-3b はそのカタログの中では系外惑星として分類されている[100]。2010年8月には、主星である CoRoT-3 の光度曲線に、CoRoT-3b の潮汐力による恒星の変形に伴う変光と、相対論的ビーミングによる変光の効果が検出されたことを報告する論文が出版された[101]。

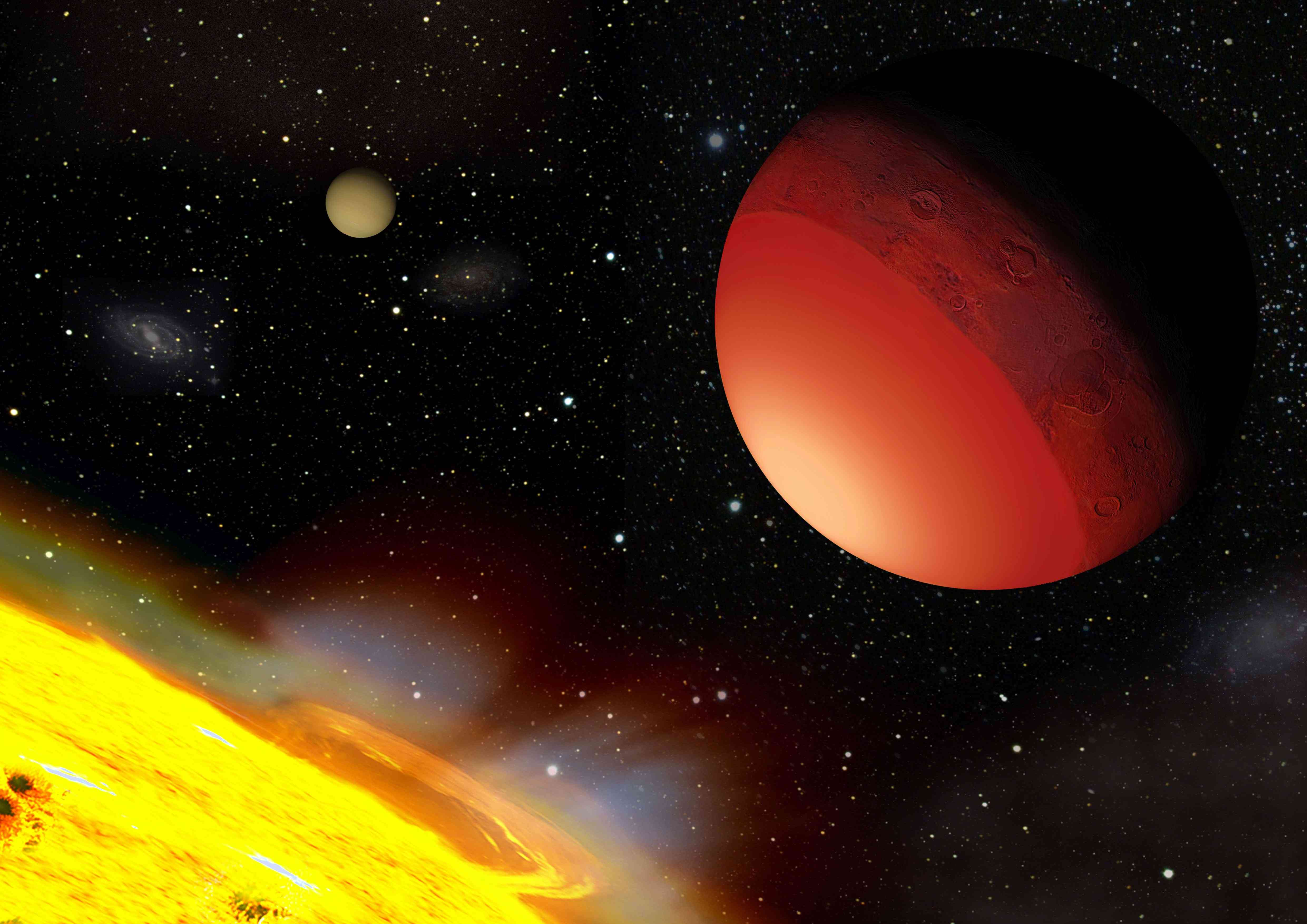
CoRoT-7b の想像図。恒星に面した半球に存在すると考えられる溶岩の海が描かれている。

- CoRoT-7b: この惑星は1.7地球半径・7.3地球質量を持つ天体であり、地球に近い組成や密度を持った岩石惑星の初発見例である。公転周期は20.5時間と非常に短い。主星の CoRoT-7 はほぼ太陽型星であり、CoRoT-7b は恒星半径のわずか6倍という極めて近い位置を公転している。強い潮汐力の影響によって自転と公転の同期が発生し、常に同じ面を恒星に向けていると考えられている。その結果として常に昼である半球と常に夜である半球の間には極端な温度差が発生する（2200 K と 50 K）。また昼側の半球の大部分は巨大な溶岩の海が広がっていると考えられる。夜側には水と二酸化窒素の氷が多く存在している可能性がある。この惑星系は COROT を含めた一連の観測によって初めて2つのスーパー・アースが発見された系でもあり、ひとつはトランジットを起こす CoRoT-7b、もう一つはトランジットを起こさない CoRoT-7c である。後者は質量が地球の8.4倍、軌道周期は3.79日であり、視線速度法によって発見された。また、3つ目の惑星 CoRoT-7d が存在する可能性も指摘されている。
- CoToT-8b: この惑星は0.22木星質量であり、海王星と同じ分類である。
- CoRoT-9b: 高温過ぎない惑星の初発見例である。質量は木星の 80% であり、軌道は水星のものと類似している。太陽系にある惑星と似た温度を持つトランジット惑星としては初めての発見例である。また発見時点では、HD 80606 b に次いで2番目に長い軌道周期を持つ系外惑星であった。
- CoRoT-11b と CoRoT-2b: この2つの惑星の半径はそれぞれ木星の1.4倍と1.5倍であり、膨張した惑星である。この半径の大きさは理論的には解明されていない。
- CoRoT-15b: 恒星の周りを公転する軌道にある、確実に褐色矮星であることが分かっている天体である。
- CoRoT-10b、CoRoT-16b、CoRoT-20b、CoRoT-23b: これら4つのホット・ジュピターは、軌道長半径の小ささから考えると大きな潮汐力を受けて円軌道化されるはずであるにもかかわらず、軌道離心率が大きな軌道を持つ。これらの観測事実から、潮汐力による天体内部でのエネルギー散逸の効率を決めるパラメータ {\displaystyle Q_{\rm {p}}} への制約が得られている。
- CoRoT-22b: この惑星は質量が土星の半分未満であり、サイズも小さい。
- CoRoT-24b と c: この2つの質量はそれぞれ木星の0.10倍と0.17倍であり、このような小型の惑星2つが COROT によって発見されるのは2例目である。2つの惑星は海王星サイズであり、COROT によってトランジットする惑星が複数個発見された初めての例でもある (CoRoT-7 系の2つの惑星は片方がトランジットをしていない)。

#### COROT が発見した系外惑星
COROT のミッションでは、以下の太陽系外惑星の発見が報告されている。
薄緑色の列は、連星の片方を惑星が公転している系を表している。

#### その他の発見
以下の表は、COROT が検出した褐色矮星と、フォローアップ観測で発見されたトランジットしない惑星の一覧である。

#### COROT で発見された系外惑星の全体的な性質

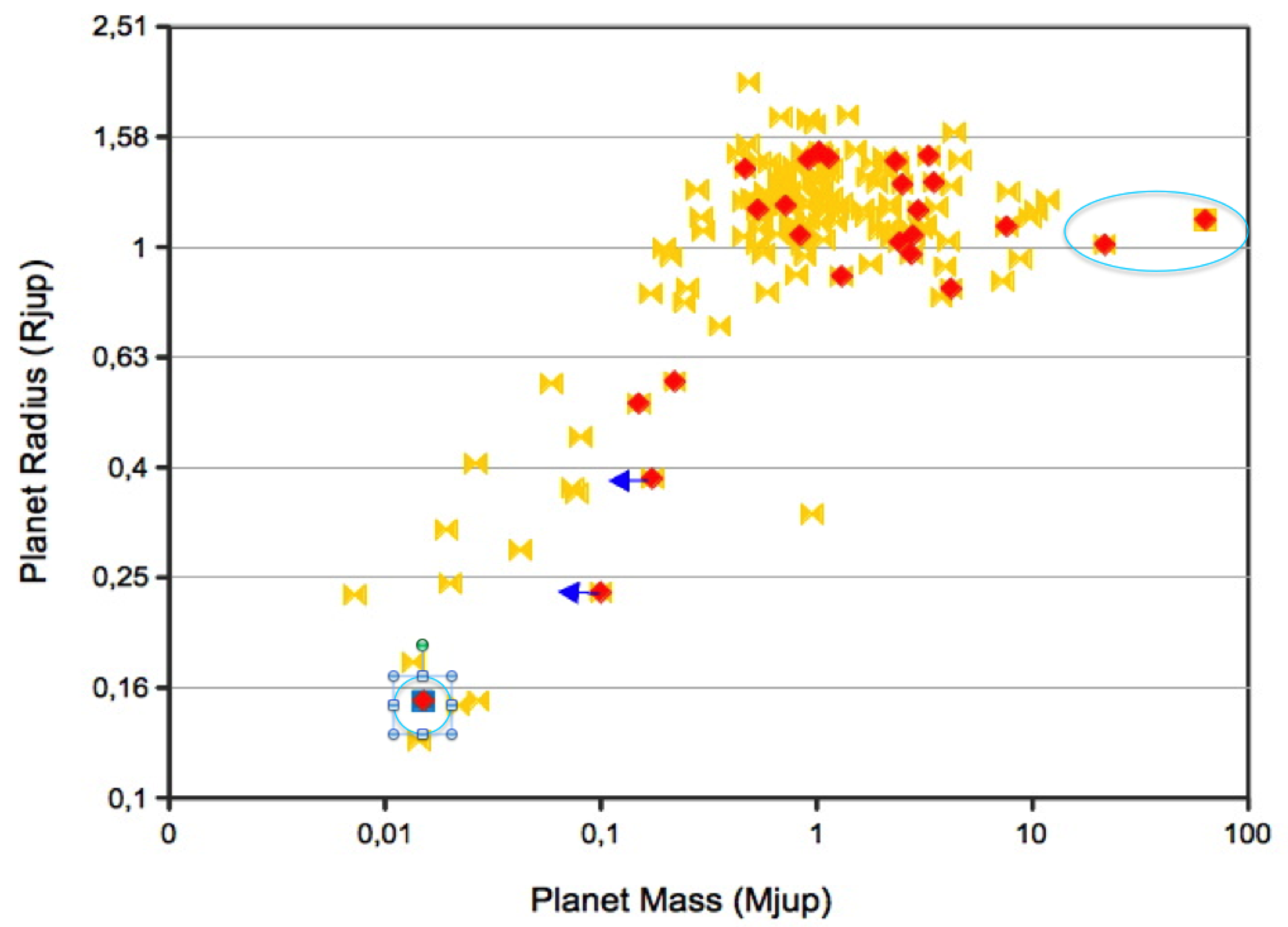
惑星半径-質量平面に図示した COROT で発見された惑星（赤い丸）。黄色の点は COROT 以外によりトランジット法を用いて発見された惑星。

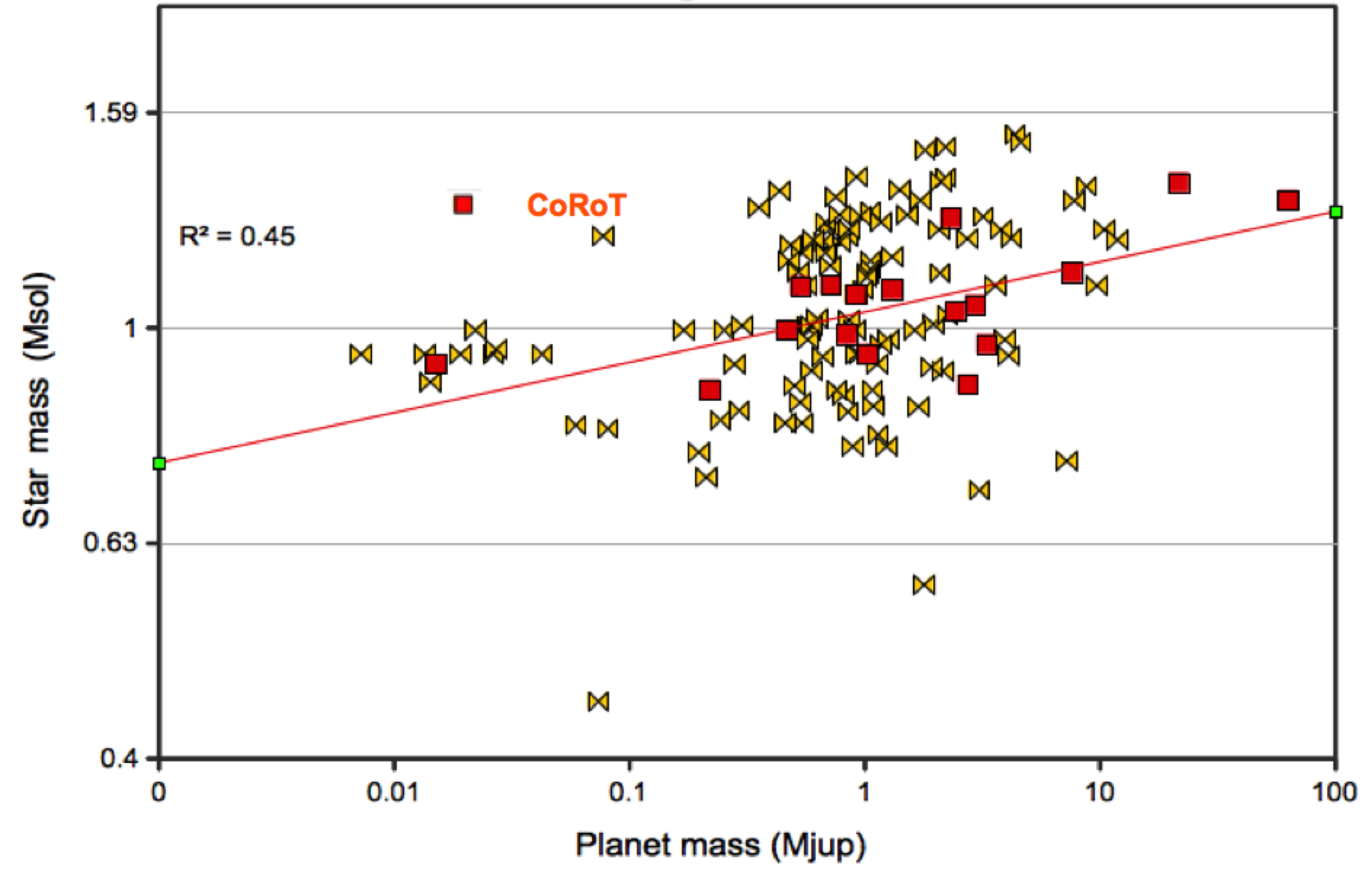
COROT で発見された惑星系で、惑星質量の関数として主星の質量を図示したもの (赤) と、COROT 以外でトランジット法で発見されたもの (黄)。COROT で発見された惑星系には、重い恒星の周りほど重い惑星が発見されるという傾向が見られる。

COROT によって発見された惑星は、全て長い観測期間（少なくとも70日）において検出されている。COROT の検出チームは各観測機関に置いて平均で 200〜300 の周期的な減光イベントを発見しており、これはその観測機関において監視していた恒星の 2-3% にあたる。これらのうち、惑星候補として選択されたのは530個のみである（223個が銀河系中心とは反対方向、307個が銀河系中心方向）。それらのうち、さらに系外惑星と確認されたものはおよそ30個程度であり、惑星候補のうちの 6% 程度である。その他の候補は、46% が食連星、48% が分解できておらず真の性質が不明瞭なものである。

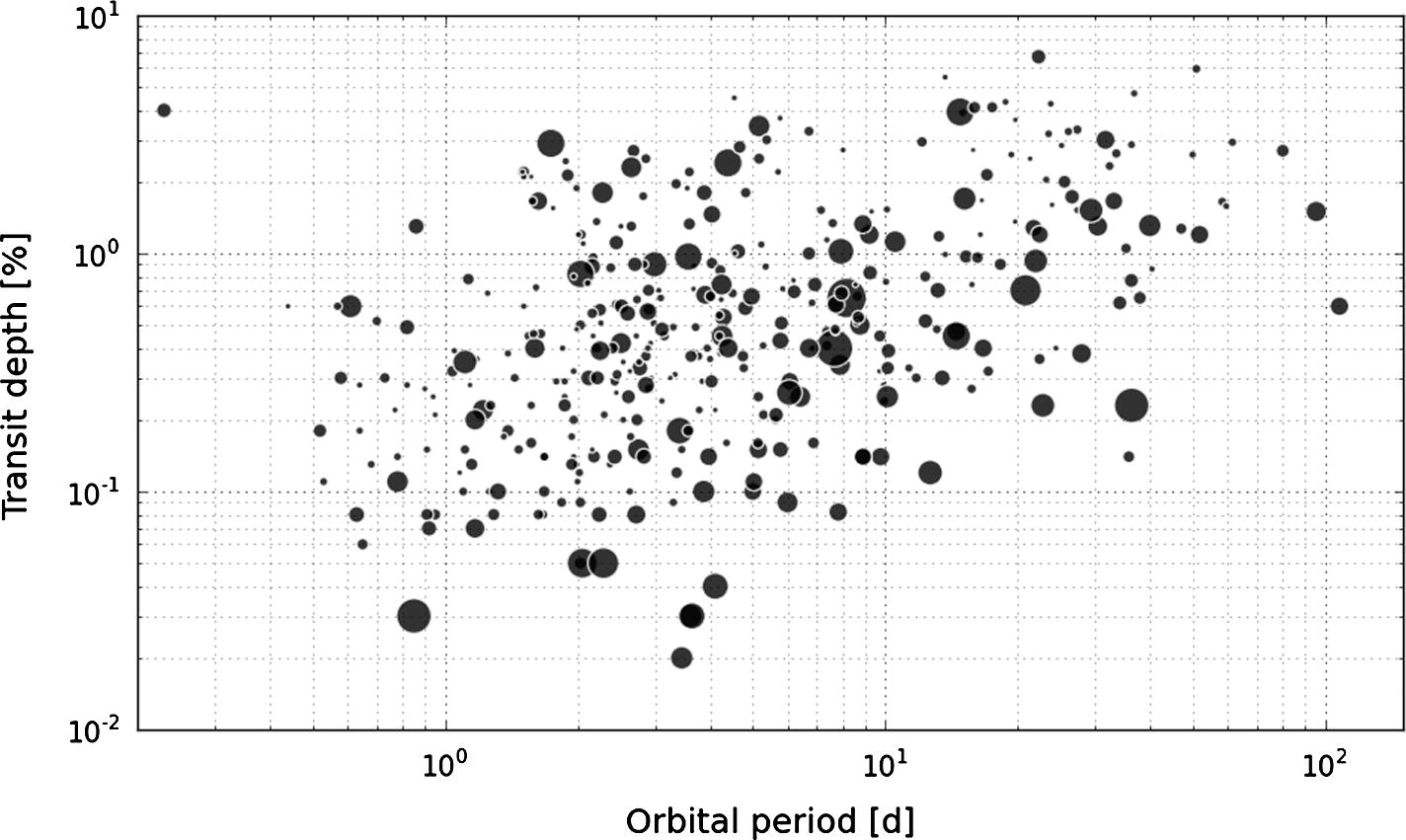
図D: COROT によって検出された惑星候補の、周期とトランジット深さを図示したもの。各点の大きさは主星の見かけの明るさに対応しており、小さいほど暗い。

COROT の検出能力は図Dに図示してある。これは検出された全ての惑星候補について、周期とトランジット深さを示したものである。5日未満の短周期の惑星が明るい恒星を公転している場合は、小さい惑星（1.5地球半径程度）を十分に検出することができる能力がある。
COROT で発見された惑星は、異なる種類の系外惑星系に見られる幅広い特性と特徴をカバーしている。例えば、COROT で発見された系外惑星の質量の範囲は、図にも示されているようにほぼ4桁にもわたる。
発見された惑星の質量と、その惑星を持つ恒星の質量に着目すると、COROT によって発見された惑星系では一定の傾向が見られる。
また、大きな質量を持つ惑星は、大きな質量を持つ恒星の周りを公転している傾向がある。これは、惑星形成に関して一般的に受け入れられている理論モデルと一致する結果である。